# George Curzon
George Curzon, 1st Marquess Curzon de Kedleston (Kedleston Hall, 11 de gener de 1859 – Londres, 20 de març de 1925) va ser un polític britànic del Partit Conservador. Va ser Governador General de l'Índia entre 1899 i 1905, època en la qual va crear el territori de Bengala Oriental amb la partició de Bengala. Posteriorment va ser membre del gabinet de guerra de David Lloyd George (1916-19) i Secretari d'Estat d'Afers Exteriors (1919-24), època en la qual va destacar per la proposta de la Línia Curzon, que, un cop acabada la Primera Guerra Mundial, va esdevenir la frontera entre Polònia i la Unió de Soviètica. Se'l va considerar pel càrrec de Primer ministre del Regne Unit però finalment la seva candidatura va decaure en favor de Stanley Baldwin. El seu caràcter inflexible i la seva arrogància han marcat el seu llegat, on el seu talent per la política es va veure contrarestat per gran quantitat de projectes irrealitzats i una gran quantitat d'enemics que va guanyar-se durant la seva carrera.